# Heike Geissler
Heike Geißler (Riesa, Alemania, 5 de abril de 1977) es una escritora alemana. Fue ganadora en 2001 del premio premio Alfred Döblin.

## Biografía
Geißler nació en Riesa, Alemania, el 5 de abril de 1977. Creció en Riesa y Karl-Marx-Stadt/Chemnitz. En 2001, recibió el premio Alfred Döblin por su novela Rosa, que fue publicada al año siguiente. Su novela Saisonarbeit (2014) fue publicada por Semiotext(e) en la traducción en inglés de Katy Derbyshire (2018).
Actualmente vive en Leipzig.

## Premios
- 2001: Premio Alfred Döblin

## Publicaciones
- Rosa. Novela. Deutsche Verlags-Anstalt, Stuttgart/München 2002, ISBN 3-421-05605-6.
- Nichts, was tragisch wäre. Deutsche Verlags-Anstalt, München 2007, ISBN 978-3-421-04219-4.
- Emma und Pferd Beere. With illustrations by Simone Waßermann, Lubok Verlag, Leipzig 2009, ISBN 978-3-941601-09-3.
- Saisonarbeit. Spector Books, Leipzig 2014, ISBN 978-3-944669-66-3.
  - English-language translation: Seasonal Associate. Translated Katy Derbyshire. Semiotext(e), New York 2018, ISBN 978-1-63590-036-1.